# Museo Nacional de Criptología

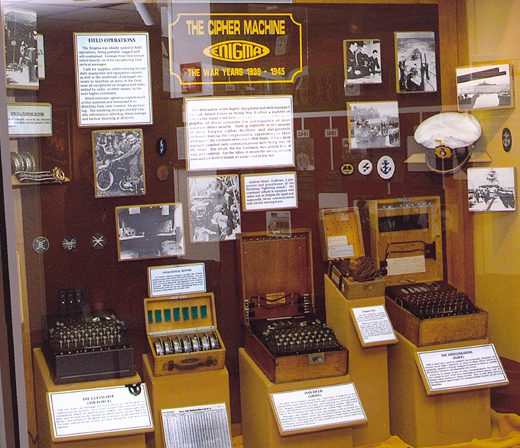
Exhibición Enigma. El MCN posee algunos ejemplares del Enigma alemán en buen estado de funcionamiento.

El Museo Nacional de Criptología (NCM por sus siglas en inglés) es el principal museo estadounidense de historia de la criptología y el criptoanálisis, regentado por la Agencia de Seguridad Nacional (NSA). El museo, concebido originalmente para uso del personal de la comunidad de inteligencia de Estados Unidos, abrió sus puertas el 16 de diciembre de 1993, siendo el primer museo de la comunidad de inteligencia abierto al público. El museo recibe unos 60 000 visitantes anualmente.

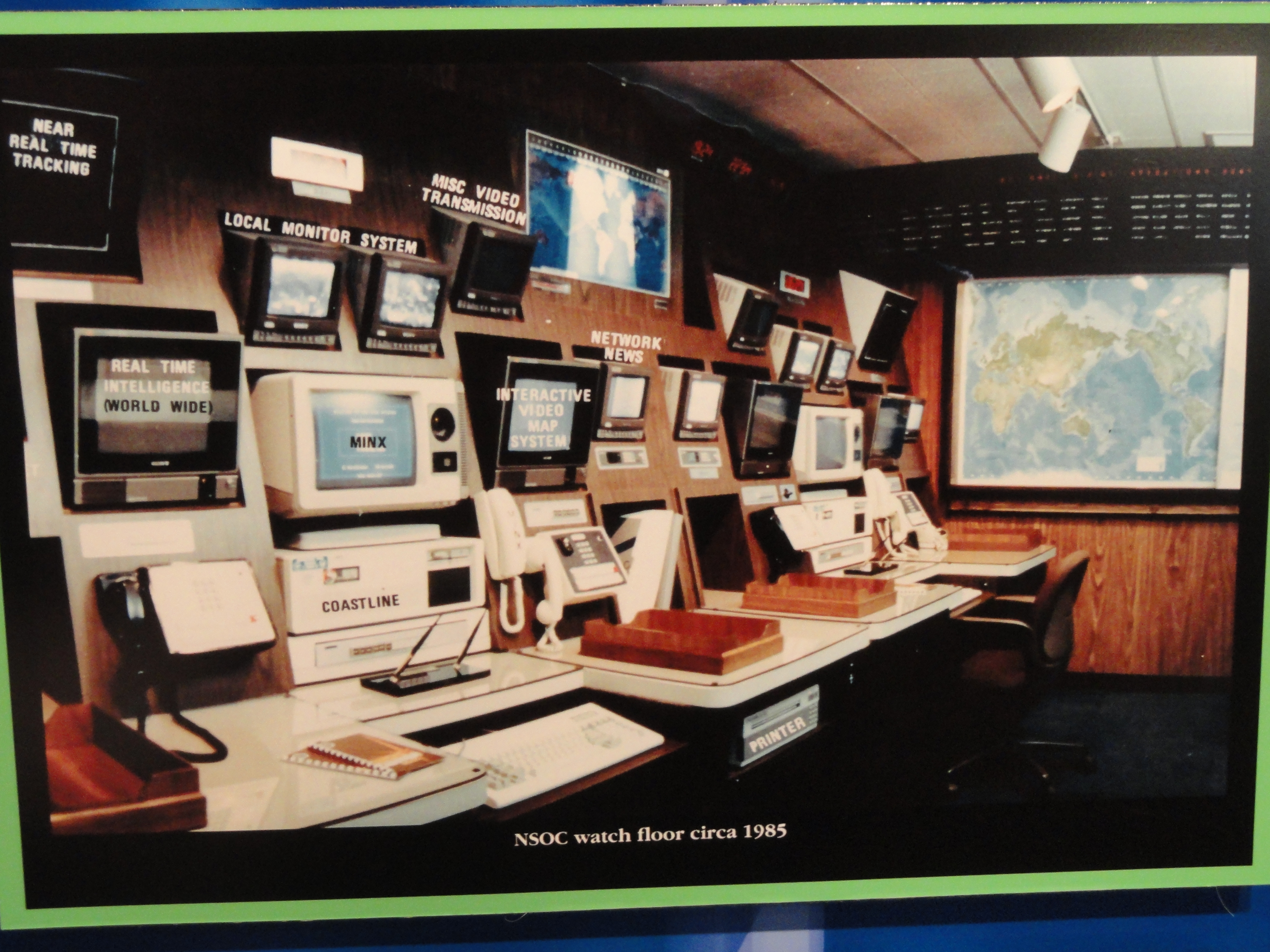
Imagen del Centro de Operaciones de la NSA, ca. 1985

El NCM está ubicado en las inmediaciones del cuartel general de la NSA en Fort George G. Meade, Maryland, instalado en un antiguo motel adquirido específicamente con el motive de aprovechar su ubicación como zona de separación entre las instalaciones altamente clasificadas de la NSA y la carretera adyacente. Este separación hace posible que sea abierto al público, a diferencia del museo de la CIA, que pese a ser inaugurado con anterioridad, su ubicación en plena sede central de dicha organización imposibilita su acceso al público.
La entrada al museo es gratuita, aceptando donaciones de los visitantes a la Fundación NCM. Se permite la fotografía dentro del museo, pero el uso del flash está restringido en algunas áreas debido a la antigüedad de algunos de los artefactos que pueden ser sensibles a los estallidos de luz. También se organizan visitas guiadas para jóvenes, en las que se destaca la importancia de la criptología en el curso de la historia de Estados Unidos y se señalan las oportunidades profesionales en este campo.

## Exhibición y colecciones
El Museo Nacional de Criptología cuenta con una gran cantidad de artefactos usados para las comunicaciones cifradas e inteligencia de señales (SIGINT), incluyendo varias máquinas Enigma en buen estado de funcionamiento, algunas de ellas disponibles para la experimentación pública, como también lo es un bombe de la Armada estadounidense accesible al público para descifrar los mensajes. Una serie de mostradores repasan los hitos de la criptología estadounidense, incluidas personas, tecnologías, técnicas y lugares que han formado parte de su historia. Los artilugios más antiguos son anteriores a la guerra de Independencia de Estados Unidos.

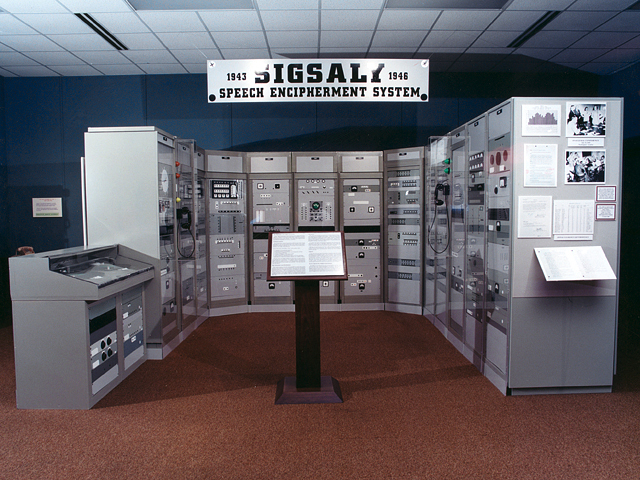
SIGSALY, sistema de cifrado del habla

Más allá de las exhibiciones dedicadas a piezas y equipos usados para la codificación (cifrado), descodificación (descifrado) y protección de mensajes e información clasificada, el museo dedica una parte importante a individuos y grupos que han contribuido de forma significativa a la historia del SIGINT estadounidense, desde el propio George Washington –quien incorporó tácticas de inteligencia miliar al Ejército Continental, incluidos los mensajes codificados–, a los code talkers –voluntarios nativos americanos que durante ambas guerras mundiales codificaban los mensajes aliados mediante el uso de lenguas indígenas– o las mujeres voluntarias de la Armada de Estados Unidos (WAVES), quienes operaban los bombes, descifrando las comunicaciones interceptadas a los alemanes durante la Segunda Guerra Mundial (en concordancia con sus homólogas de la Marina Real británica – las WRENS).

### Colecciones
Las colecciones del museo se dividen en cuatro grupos principales:
- Primeros años de la criptología, reuniendo exhibiciones desde la historia de la criptología a la fundación de la NSA, empezando por el siglo XVI (el «renacimiento» de la poligrafía cifrada) y hasta la década de 1950, presentando artilugios de la era de los padres fundadores, la guerra civil estadounidense, los code talkers, la Primera Guerra Mundial, la Segunda Guerra Mundial y la guerra de Corea.
- La Guerra Fría y la Edad de la Información, tratando con la criptología y el criptoanálisis durante la Guerra Fría, los primeros años de la NSA y el surgimiento de los ordenadores –incluyendo el desarrollo de los superordenadores– y la revolución que supuso para la criptología.
- Los sistemas de seguridad avanzada, tratando del surgimiento de los satélites y tecnología espacial, comunicaciones seguras de voz, tecnologías a prueba de manipulación (tamper-evident) y el uso de los datos biométricos para la seguridad.
- NSA's National Cryptologic Memorial, una sala conmemorativa que aloja el NSA Hall of Honor, como también una parte dedicada a los caídos en operaciones militares de la inteligencia de señales, desde las tripulaciones de las aeronaves exhibidas en el parque nacional de Vigilancia (véase a continuación) a los fallecidos del USS Pueblo, el USS Liberty o los ataques del 11 de septiembre contra el Pentágono.

Adicionalmente se ofrecen galerías sobre temas puntuales, como el papal de las mujeres y de las personas de color en la historia de la criptología, o una galería dedicada a las lenguas del mundo.

### Parque nacional de Vigilancia

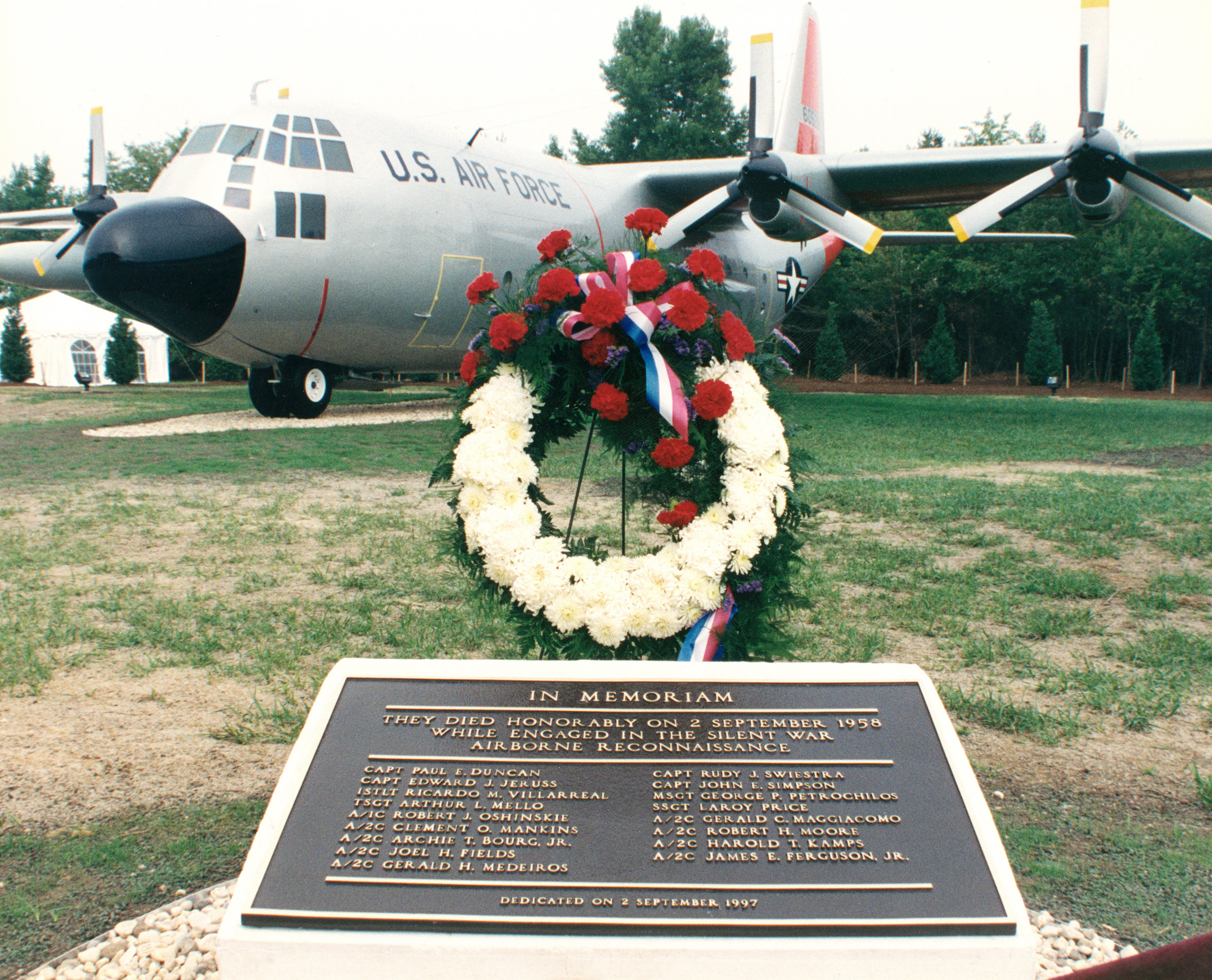
Parque nacional de Vigilancia

Una parte destacada del recorrido de los visitantes del museo era el parque nacional de Vigilancia (National Vigilance Park), una exhibición al aire libre de aviones de reconocimiento de las tres ramas principales de las Fuerzas Armadas: un Beechcraft RU-8D Seminole del Ejército de los Estados Unidos que representaba la contribución de la inteligencia de señales aerotransportadas en la guerra de Vietnam; un Lockheed C-130 Hércules modificado para representar al C-130A de reconocimiento de la Fuerza Aérea estadounidense derribado sobre territorio de la Armenia soviética durante la Guerra Fría; y un Douglas EA-3B Skywarrior de la Armada de Estados Unidos, conmemorando la misión en el Mediterráneo del 25 de enero de 1987, en la que fallecieron los siete miembros de la tripulación.
En parque nacional de Vigilancia se cerró en febrero de 2017 por motivo de recalificación del terreno y su destino a otros fines. Saltó a las noticias por una imagen de Google Maps que inmortalizó la retirada de uno de los aviones durante la evacuación del recinto.

## Biblioteca
El Museo Nacional de Criptología abarca una gran biblioteca de material no clasificado, abierta al público entresemana, donde se ofrecen muchos de los archivos de Herbert Yardley, mensajes desclasificados del Enigma alemán de la Segunda Guerra Mundial, y muchos libros e informes técnicos.
La biblioteca no permite prestar libros o documentos, pero sí se permiten las fotografías y las fotocopias. A los profesionales que acuden con fines de investigación se les ofrece apoyo por parte de bibliotecarios especializados de la NSA. Se proporcionan muchos detalles técnicos sobre temas concretos; por ejemplo, se explica la forma de descifrar el Estándar de Cifrado de Datos (Data Encryption Standard, DES) con el Deep Crack de EFF.
En 2010 la biblioteca recibió un apoyo importante –prácticamente doblando su tamaño– tras la donación de una extensa colección de documentos, libros y artefactos por parte del historiador y escritor experto en criptología e inteligencia militar, David Kahn.

## Galería de aparatos en exhibición

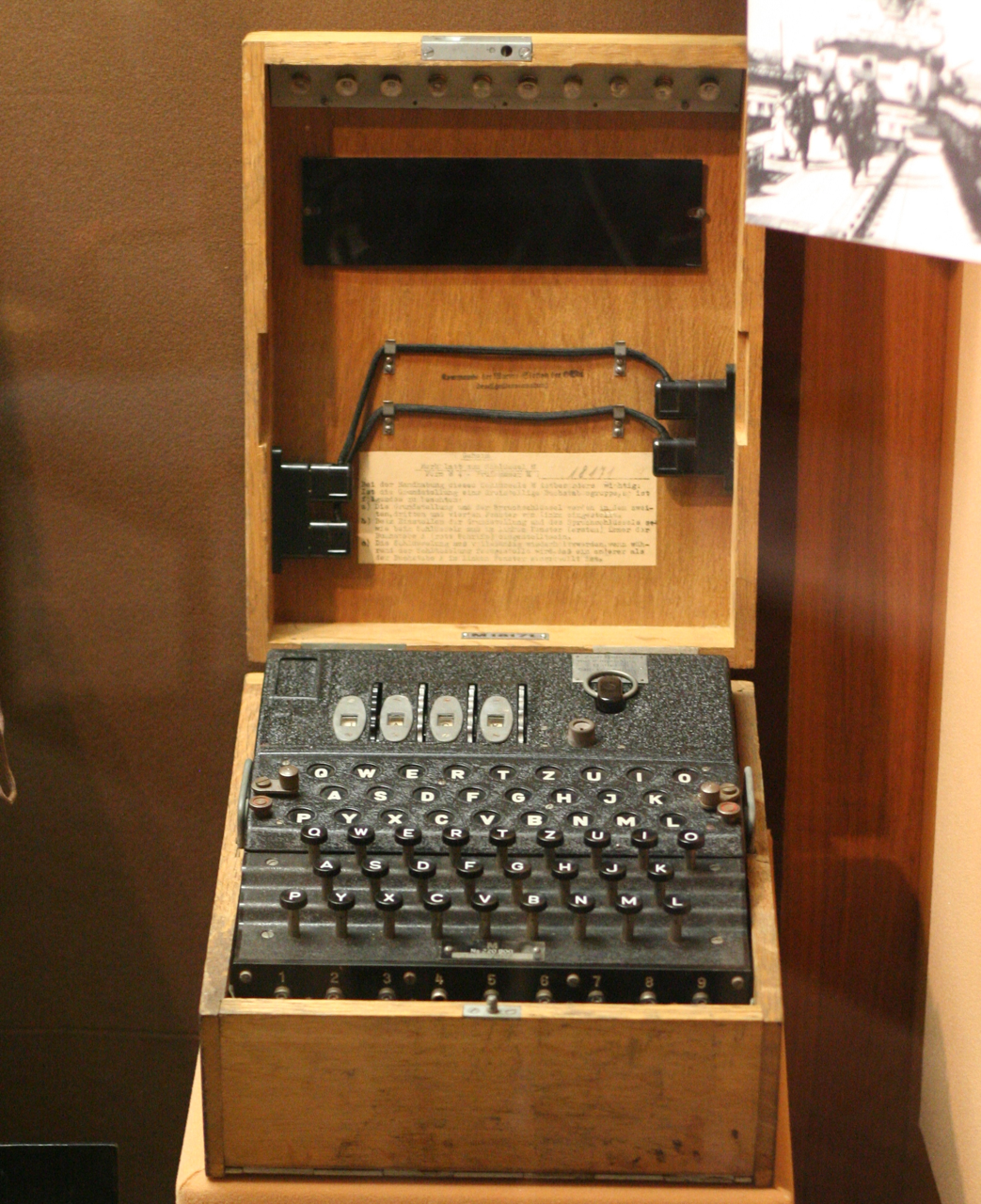
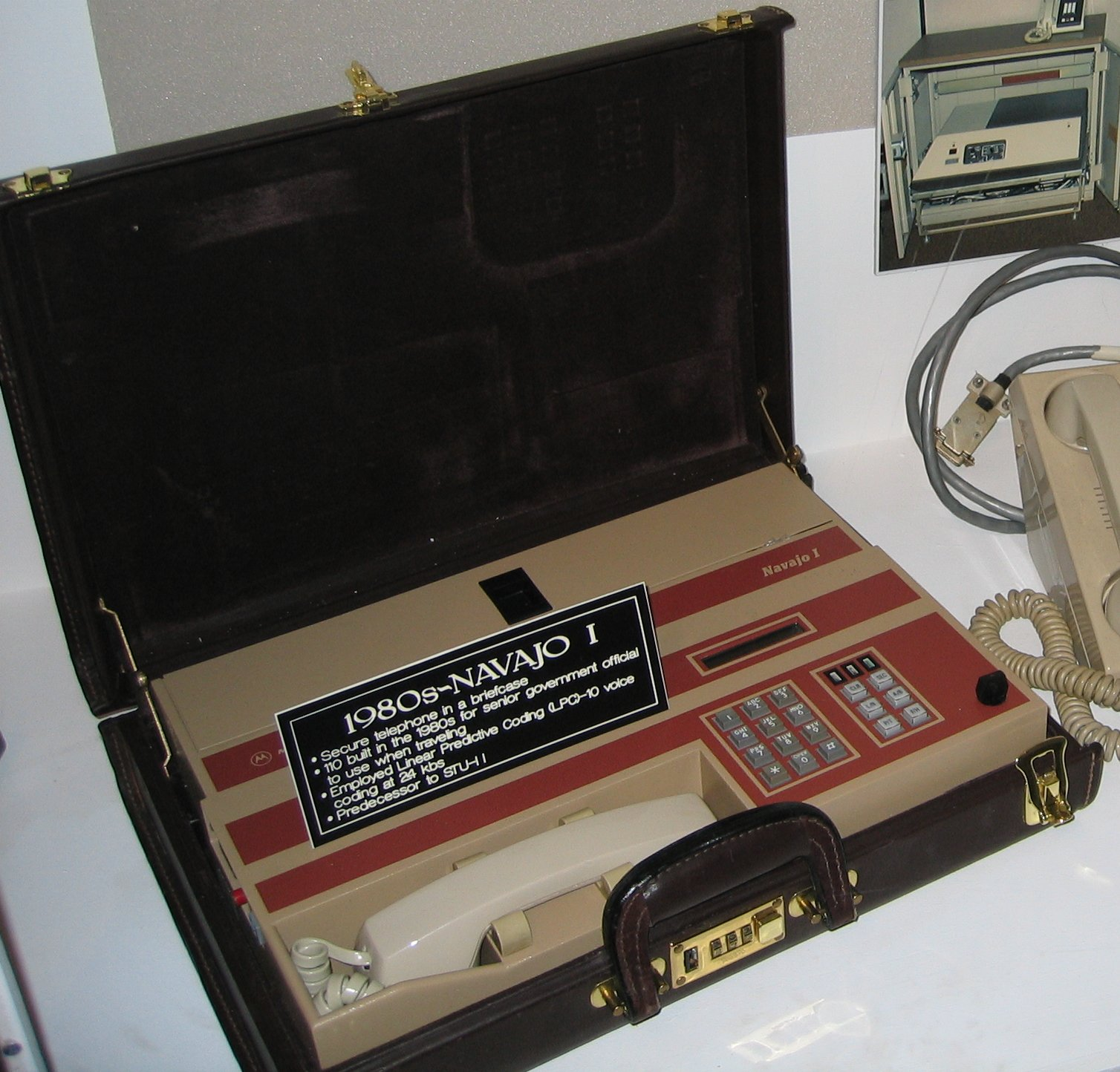
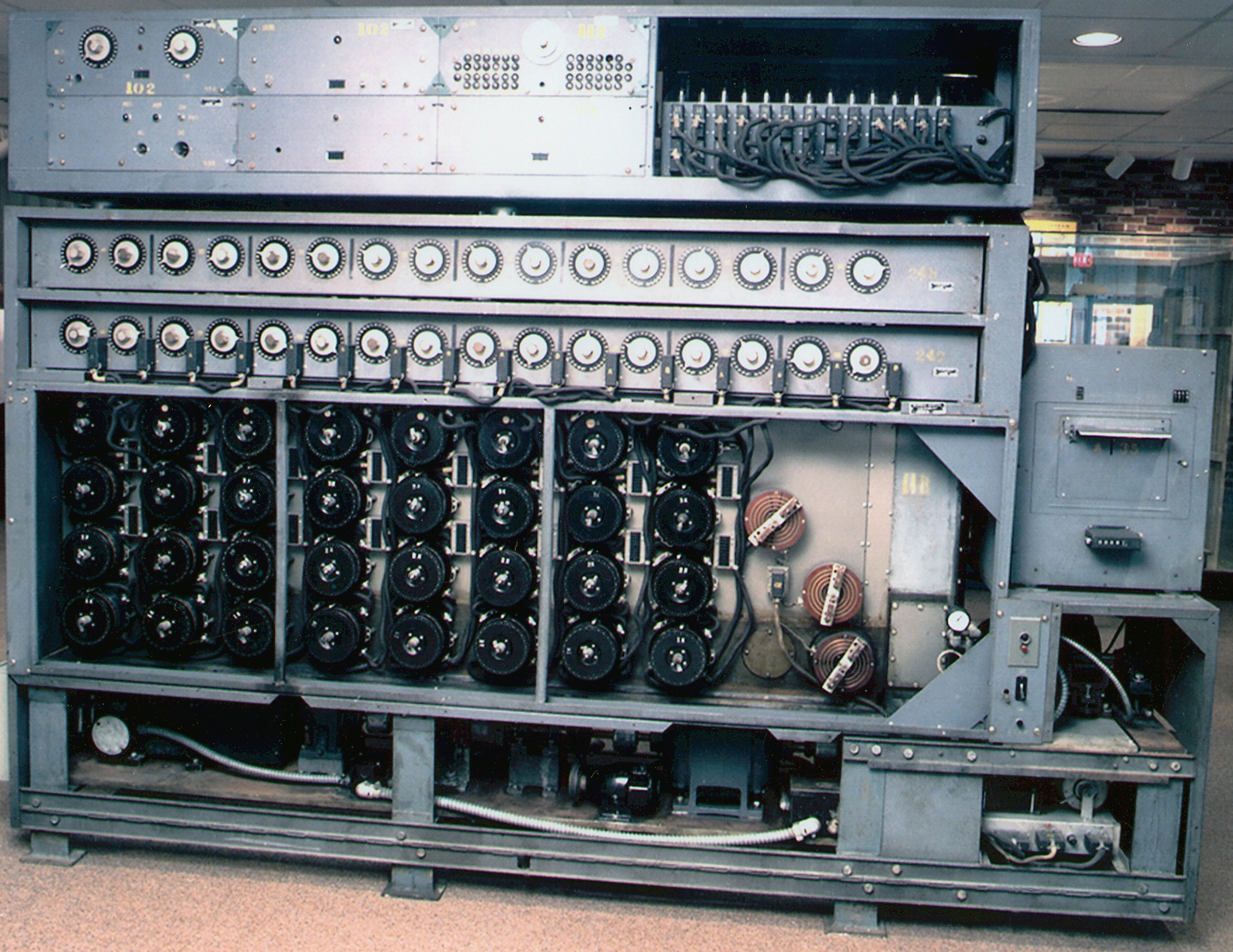
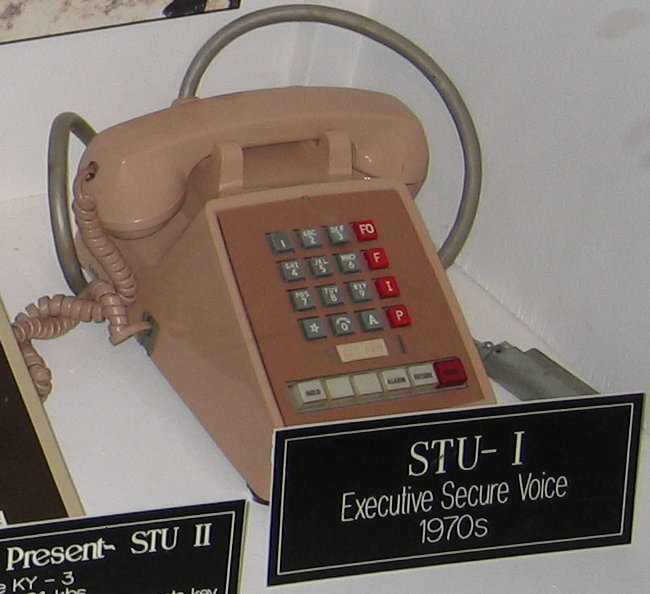
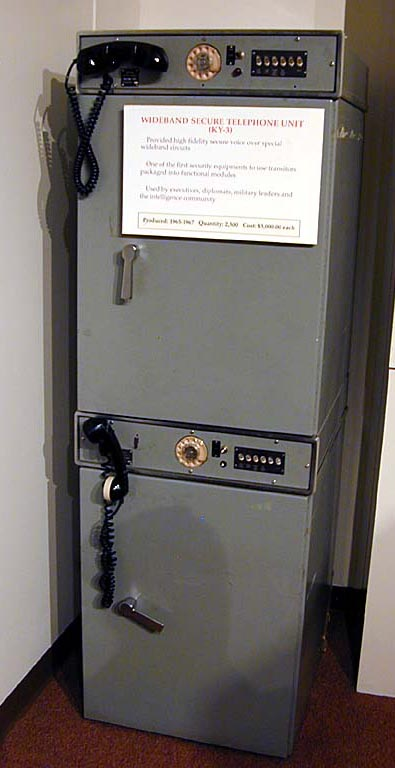
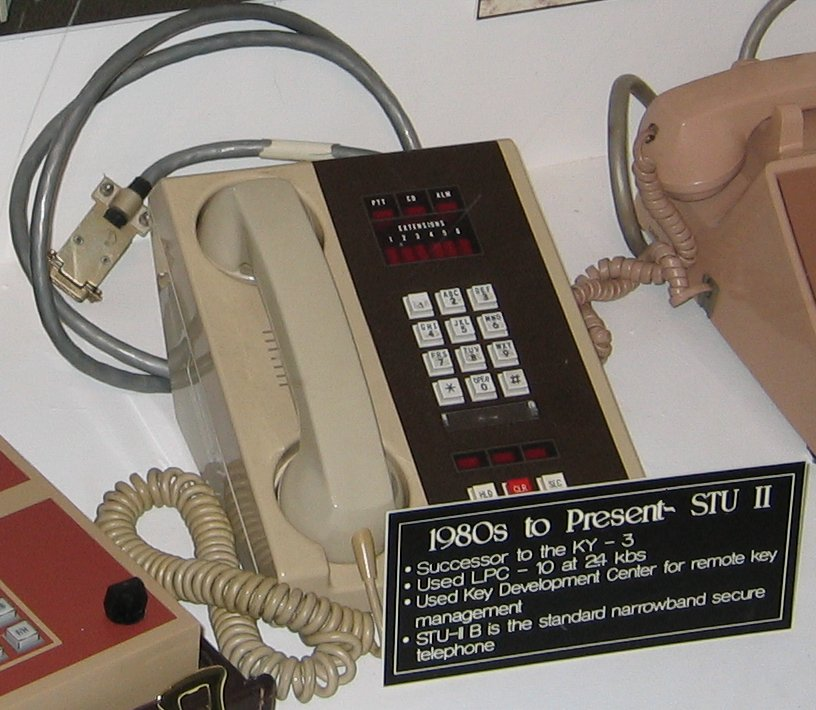
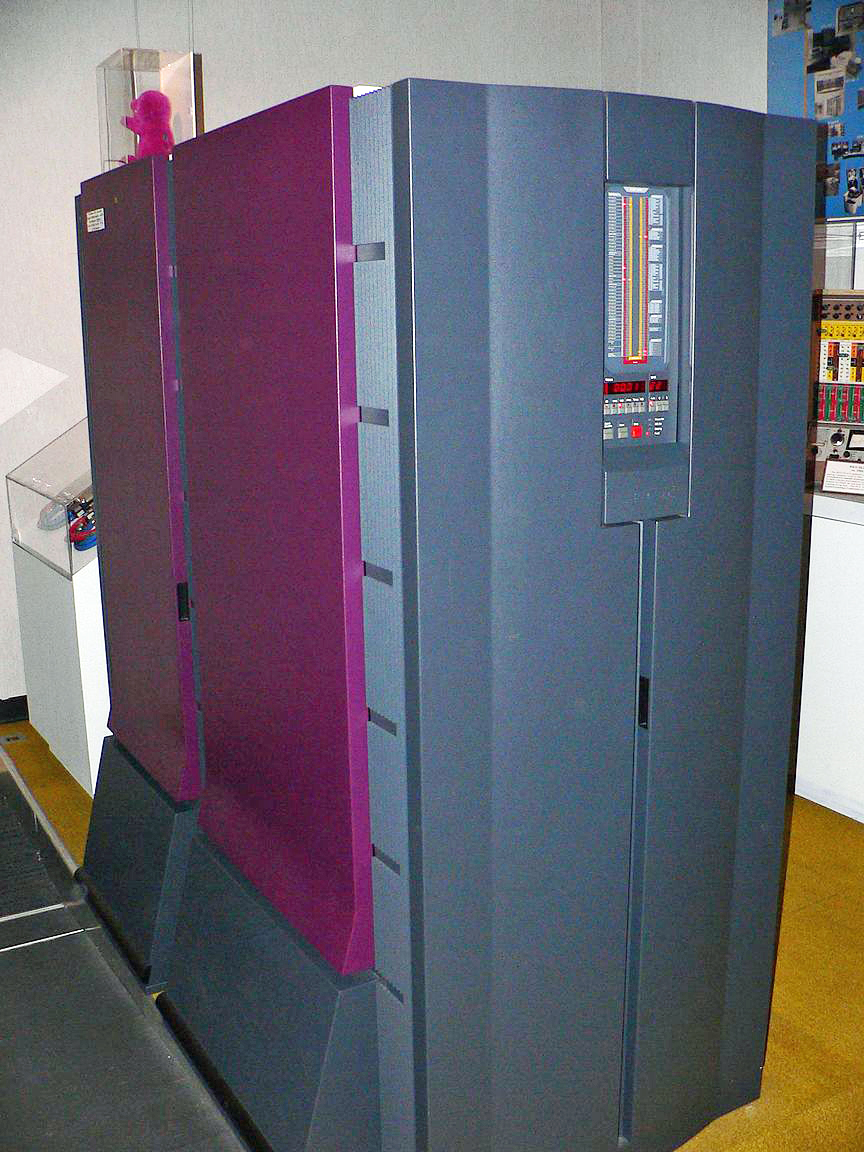
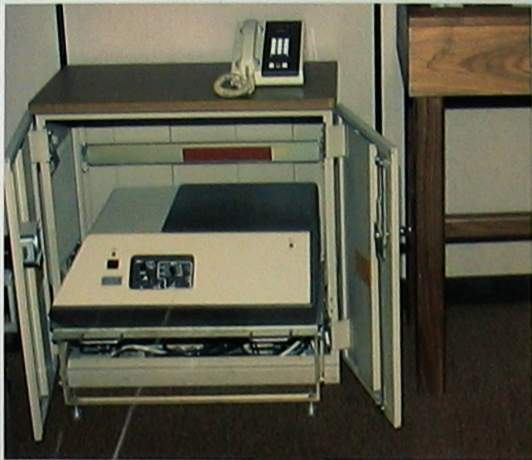
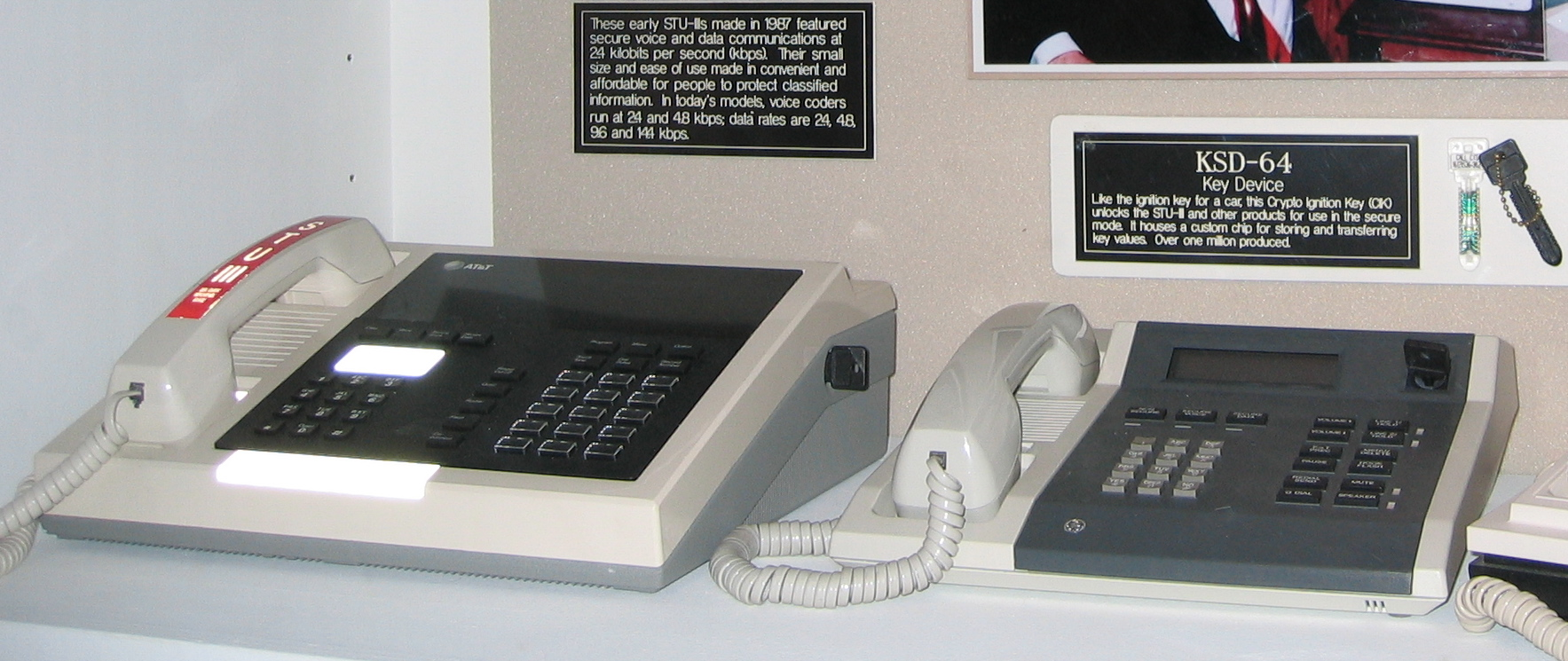